# Amphiprion bicinctus
Espèce
Poisson-clown à deux bandes (Amphiprion bicinctus) est un poisson-clown appartenant à la famille des Pomacentridés.

## Description
Le Poisson-clown à deux bandes possède un corps haut et ramassé. Sa coloration générale est brun orangé, plus claire sur le ventre. Cette coloration jaune, tirant sur l'orangé, se retrouve au niveau du museau, des nageoires et du pédoncule caudal. Les adultes présentent en arrière de la tête et du milieu du corps deux fines bandes transversales blanc bleuté se terminant en pointe. Les jeunes arborent une troisième bande sur le pédoncule caudal ainsi qu'une queue courte et fourchue. Cette dernière se prolonge en pointe chez les adultes (au-delà de 10 cm).
Ce poisson ne présente pas de dimorphisme sexuel et peut mesurer jusqu'à 15 cm.

## Répartition et habitat
Amphiprion bicinctus est le seul poisson-clown présent en mer Rouge à l’exception rare d’Amphiprion ephippium au sud,. Il est également présent dans le golfe d'Aden et dans l'archipel des Chagos.

## Systématique
Au niveau de la classification scientifique des espèces, le Poisson-clown à deux bandes est un poisson osseux de la classe des actinoptérygiens — ou poissons à nageoires rayonnées — de la famille des Pomacentridés. Amphiprion bicinctus fait plus précisément parti du sous-genre Amphiprion (Amphiprion). Les aquariophiles le classent généralement  dans le Clarkii Complex, un complexes d'espèces définit sur la base de coloration similaire entre les espèces de poissons-clowns.

## Mutualisme avec les anémones de mer

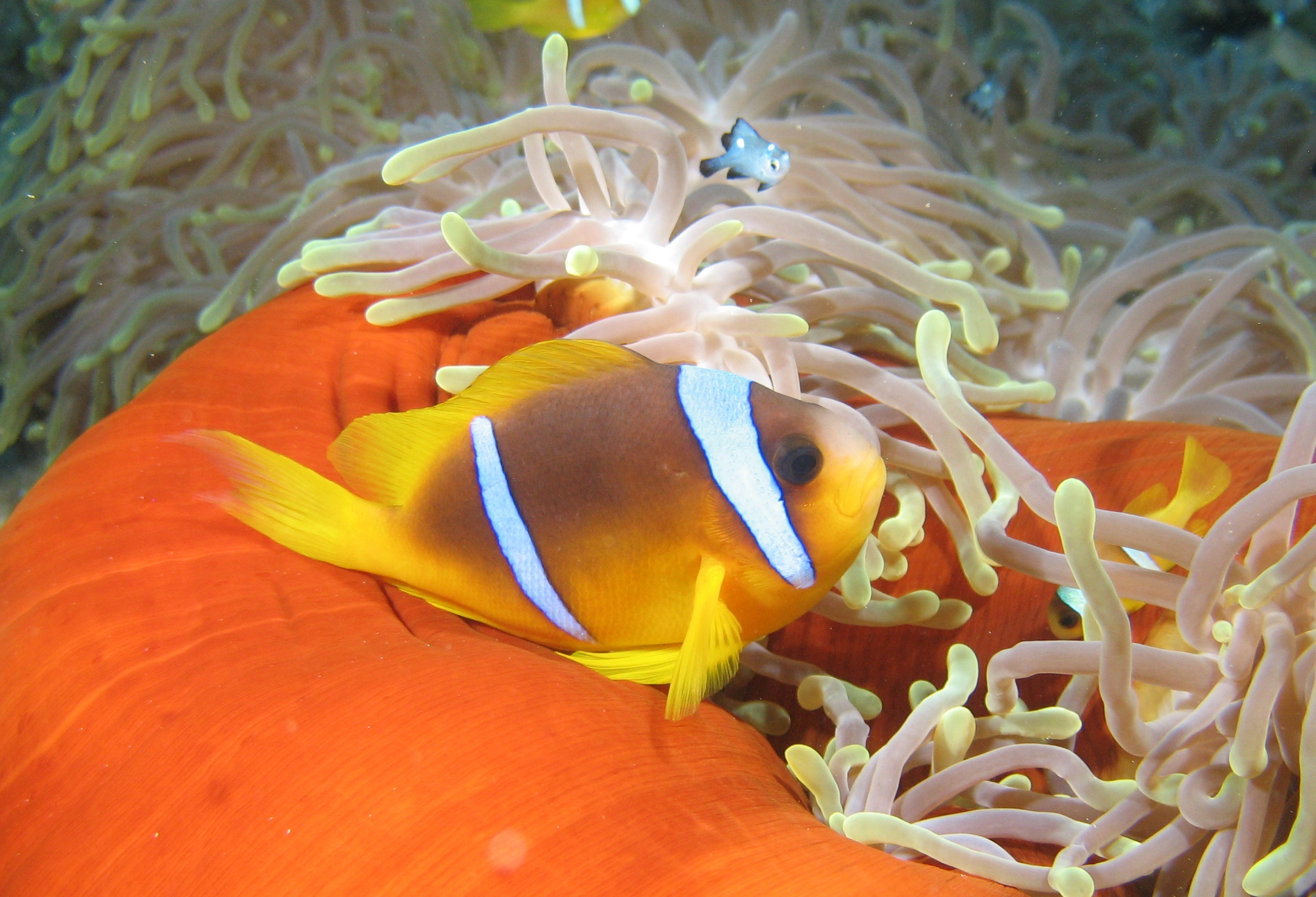
Amphiprion bicinctus dans l'alénome Heteractis magnifica en mer Rouge

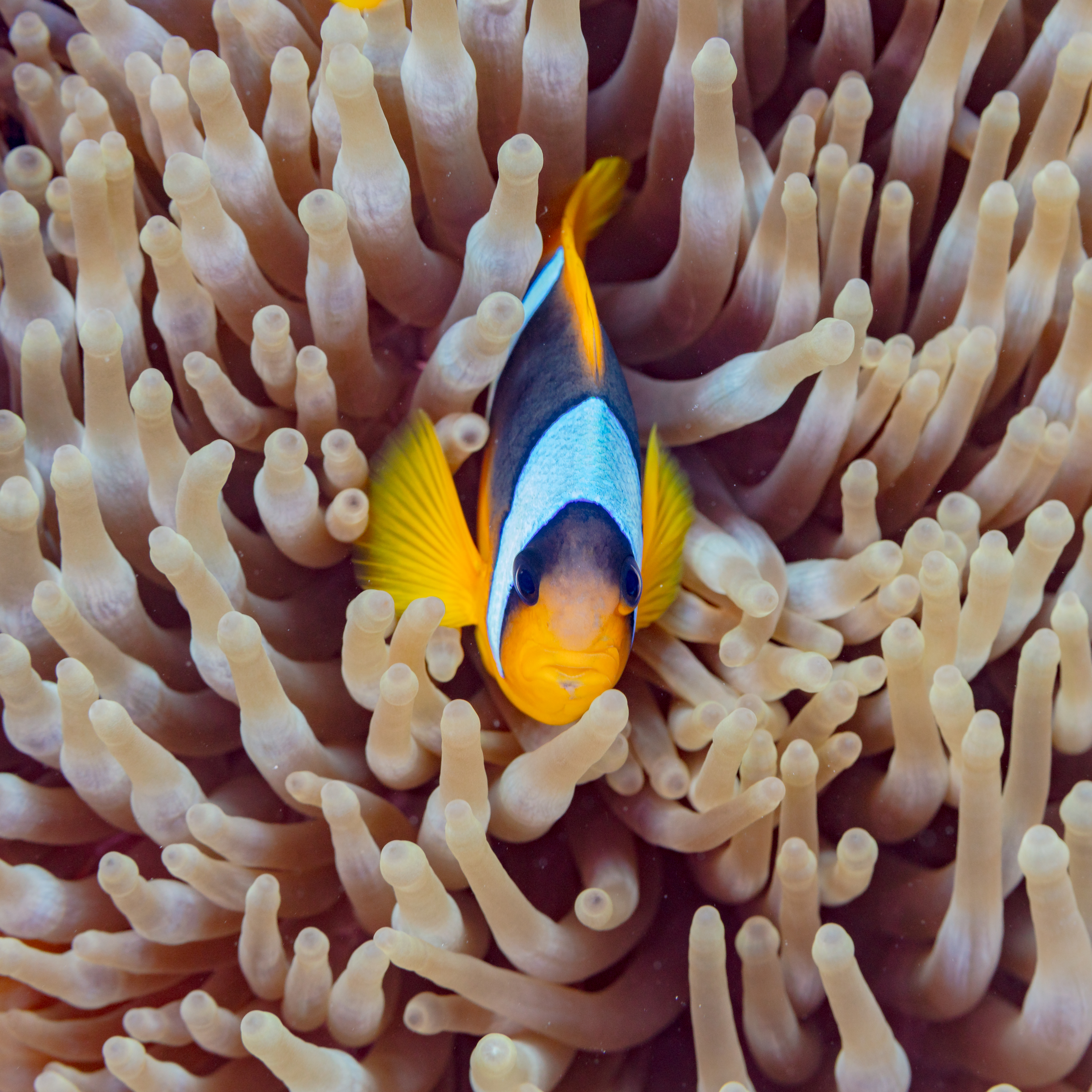
Toujours Amphiprion bicinctus avec Heteractis magnifica. Avril 2023.

Comme tous les poissons-clowns, Amphiprion bicinctus vit toujours en association avec une anémone. C'est un mutualisme obligatoire. A. bicinctus s'associe avec cinq des dix espèces d'anémones hôtes des poissons-clowns : Entacmaea quadricolor, Heteractis aurora, H. crispa, H. magnifica et Stichodactyla gigantea.

### Alimentation
Ce poisson se nourrit de plancton.